# Pretty Good (AYUSE KOZUEの曲)
「Pretty Good」（プリティー・グッド）はAYUSE KOZUEの2枚目のシングルである。2007年5月17日発売。発売元はTOY'S FACTORY。

## 解説
- GIORGIO13 (So' Fly) プロデュース。
- FM802、FM Northwaveを始めとするFM局でパワープレイに選ばれる。

## 収録曲
作詞・作曲・編曲はAYUSE KOZUE、GIORGIO 13による。
1. Pretty Good：1stアルバム『A♥K』に収録
2. プレゼント
3. boyfriend [ATFC REMIX]
4. Pretty Good [Instrumental]